# Lou Angotti
Louis Frederick „Lou“ Angotti (* 16. Januar 1938 in Toronto, Ontario; † 15. September 2021 in Fort Lauderdale, Florida) war ein kanadischer Eishockeyspieler und -trainer. Der Center bestritt unter anderem über 700 Spiele für fünf Teams in der National Hockey League, den Großteil davon für die Chicago Black Hawks, mit denen er zwei Stanley-Cup-Finals erreichte. Anschließend war er als Cheftrainer in der NHL für die St. Louis Blues und die Pittsburgh Penguins tätig.

## Karriere

### Als Spieler
Lou Angotti war in seiner Jugend für die Toronto St. Michael’s Majors in der Ontario Hockey Association (OHA) aktiv, der höchsten Juniorenliga seiner Heimatprovinz. Der Sprung in den Profibereich gelang ihm jedoch vorerst nicht, sodass er sich an der Michigan Technological University einschrieb und dort im Laufe der nächsten vier Jahre einen Bachelor in Ingenieurwissenschaften erwarb. Parallel dazu lief der Angreifer für deren Eishockeyteam in der Western Collegiate Hockey Association (WCHA) im Spielbetrieb der National Collegiate Athletic Association (NCAA) auf und erreichte mit der Mannschaft 1960 und 1962 das Endspiel um die landesweite College-Meisterschaft. 1960 unterlag man der University of Denver, bevor man sich zwei Jahre später mit 7:1 gegen die Clarkson University durchsetzte. Angotti wurde bei beiden Finalteilnahmen als MVP des NCAA-Turniers ausgezeichnet und während seiner Zeit an der Michigan Tech zudem zweimal ins All-Star Team der WCHA berufen.
Mit Beginn der Saison 1962/63 lief der Mittelstürmer, nach einer kurzen Zeit bei den Kitchener-Waterloo Tigers, für die Rochester Americans in der American Hockey League (AHL) auf. Dort war er knapp zwei Jahre aktiv, bis ihn die Toronto Maple Leafs, die seine NHL-Rechte hielten, im Juni 1964 samt Ed Lawson an die New York Rangers abgaben. Im Gegenzug wechselten Duane Rupp und Ed Ehrenverth nach Toronto. Bei den Rangers etablierte sich Angotti erstmals in der National Hockey League (NHL), verbrachte jedoch Teile der Spielzeit 1965/66 auch bei den St. Louis Braves in der Central Professional Hockey League, bevor er im Januar 1966 für eine finanzielle Gegenleistung zu den Chicago Black Hawks transferiert wurde.
Bei den Black Hawks sollte der Center den Großteil seiner NHL-Karriere verbringen, jedoch wurde er vorerst im NHL Expansion Draft 1967 von den Philadelphia Flyers verpflichtet. Bei dem neu gegründeten Team wurde er zum ersten Mannschaftskapitän ernannt und verzeichnete mit 49 Scorerpunkten den Bestwert seiner Laufbahn. Dennoch schickten ihn die Flyers im Juni 1968 samt Ian Campbell zu den St. Louis Blues und erhielten dafür Darryl Edestrand und Gerry Melnyk. Noch am gleichen Tage wurde der Kanadier jedoch für Ab McDonald zu den Pittsburgh Penguins transferiert, bei denen er die Spielzeit 1968/69 verbrachte. Anschließend kehrte er im Juni 1969 samt einem Erstrunden-Wahlrecht für den NHL Amateur Draft 1971 zu den Blues zurück, wofür die Penguins Ron Schock, Craig Cameron sowie ein Zweitrunden-Wahlrecht für den gleichen Draft erhielten. Allerdings wurde Angotti erneut nicht in St. Louis aktiv, da er nur wenige Tage später im NHL Intra-League Draft von den Chicago Black Hawks verpflichtet wurde.
Sein zweites Engagement in der „Windy City“ dauerte länger an, so stand er von 1969 bis 1973 in vier Spielzeiten regelmäßig für die Black Hawks auf dem Eis und erreichte mit der Mannschaft in den Playoffs 1971 und 1973 das Finale um den Stanley Cup, war dort aber jeweils unterlegen. In der Folge wurde er im Juni 1973 über den Intra-League Draft ein drittes Mal von den St. Louis Blues unter Vertrag genommen, bei denen er schließlich in der Spielzeit 1973/74 seine letzten NHL-Spiele bestritt. Nachdem er das Team kurzzeitig als Cheftrainer betreut hatte, ließ er seine aktive Karriere in der Saison 1974/75 bei den Chicago Cougars in der World Hockey Association ausklingen. Insgesamt hatte er in der NHL 718 Partien absolviert und dabei 305 Scorerpunkte verzeichnet.

### Als Trainer
Bereits gegen Ende der Saison 1973/74 beendete Angotti seine Karriere, da ihm die Nachfolge von Jean-Guy Talbot als Cheftrainer der St. Louis Blues angeboten wurde. Er betreute das Team auch zum Beginn der folgenden Spielzeit, wurde jedoch nach neun Spielen entlassen, sodass er in der WHA kurzzeitig als Spieler aufs Eis zurückkehrte. Nach einem längeren Hiatus übernahm er die New Brunswick Hawks aus der AHL zur Saison 1979/80, die er ebenso nur eine Spielzeit lang betreute wie in der Folge die Austin Mavericks aus der United States Hockey League sowie die Erie Blades und die Baltimore Skipjacks aus der AHL. 1983 kehrte er in die NHL zurück, als er die Nachfolge von Eddie Johnston bei den Pittsburgh Penguins antrat. Angotti gewann mit der Mannschaft nur 16 von 80 Spielen, sodass er zur folgenden Saison durch Bob Berry ersetzt wurde. Zugleich markierte dies das Ende seiner Trainerlaufbah, jedoch blieb er den Penguins noch zwei weitere Jahre als  Director of Professional Scouting erhalten. Später war der Kanadier zudem als Kommentator bzw. TV-Experte bei Übertragungen von Spielen der Blackhawks beteiligt.
Angotti verstarb am 15. September 2021 im Alter von 83 Jahren in Fort Lauderdale in seiner Wahlheimat Florida.

## Erfolge und Auszeichnungen
| - 1960 NCAA Championship Tournament MVP - 1961 WCHA Second All-Star Team - 1962 WCHA First All-Star Team | - 1962 NCAA-Division-I-Championship mit der Michigan Technological University - 1962 NCAA Championship Tournament MVP |

## Karrierestatistik

### Spielerstatistik
(Legende zur Spielerstatistik: Sp oder GP = absolvierte Spiele; T oder G = erzielte Tore; V oder A = erzielte Assists; Pkt oder Pts = erzielte Scorerpunkte; SM oder PIM = erhaltene Strafminuten; +/− = Plus/Minus-Bilanz; PP = erzielte Überzahltore; SH = erzielte Unterzahltore; GW = erzielte Siegtore; 1 Play-downs/Relegation; Kursiv: Statistik nicht vollständig)

### NHL-Trainerstatistik
(Legende zur Trainerstatistik: Sp oder GC = Spiele insgesamt; W oder S = erzielte Siege; L oder N = erzielte Niederlagen; T oder U = erzielte Unentschieden; OTL oder OTN = erzielte Niederlagen nach Overtime oder Shootout; Pts oder Pkt = erzielte Punkte; Pts% oder Pkt% = Punktquote; Win% = Siegquote; Resultat = erreichte Runde in den Play-offs)